# 293131 Meteora
293131 Meteora este o planetă minoră (asteroid) din centura de asteroizi. A fost descoperită pe 15 decembrie 2006 la  de Vincenzo Silvano Casulli⁠(d) și a fost numită după Meteora. 
Obiectul prezintă o orbită caracterizată de o semiaxă mare de 2,6008808337558 UAi, o excentricitate de 0,15289116363218, o înclinație de 8,2434616871562 ° în raport cu ecliptica.